# Новый Афон
Но́вый Афо́н (абх. Афон Ҿыц, груз. ახალი ათონი, греч. Νέος Άθως) (с 1875 года; ранние названия — Трахея, Псырцха, Анакопия) — город в Абхазии, в Гудаутском районе частично признанной Республики Абхазия, согласно административному делению Грузии — в Гудаутском муниципалитете Абхазской Автономной Республики, расположенный в 80 километрах от российской границы. Находится на побережье Чёрного моря.

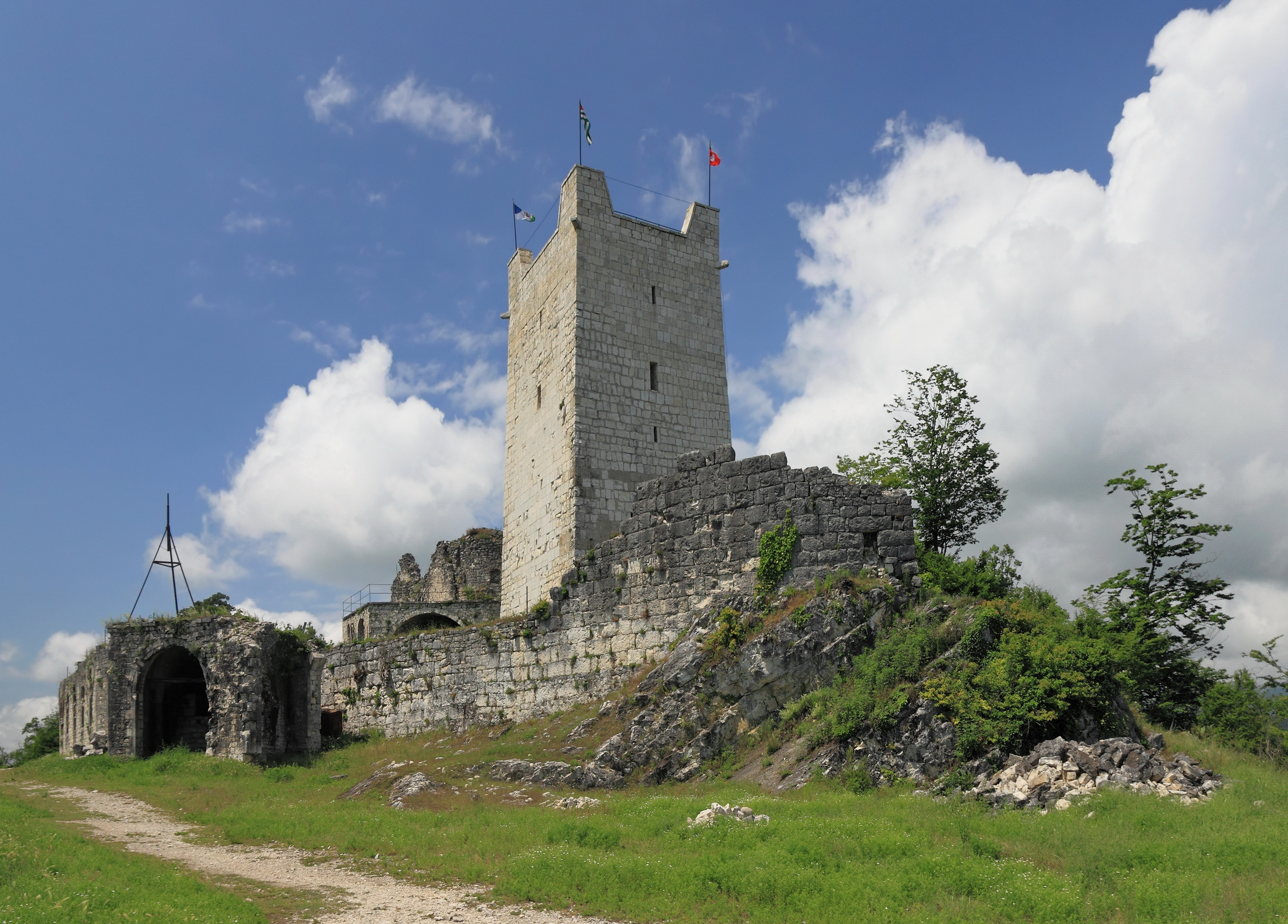
Анакопийская крепость

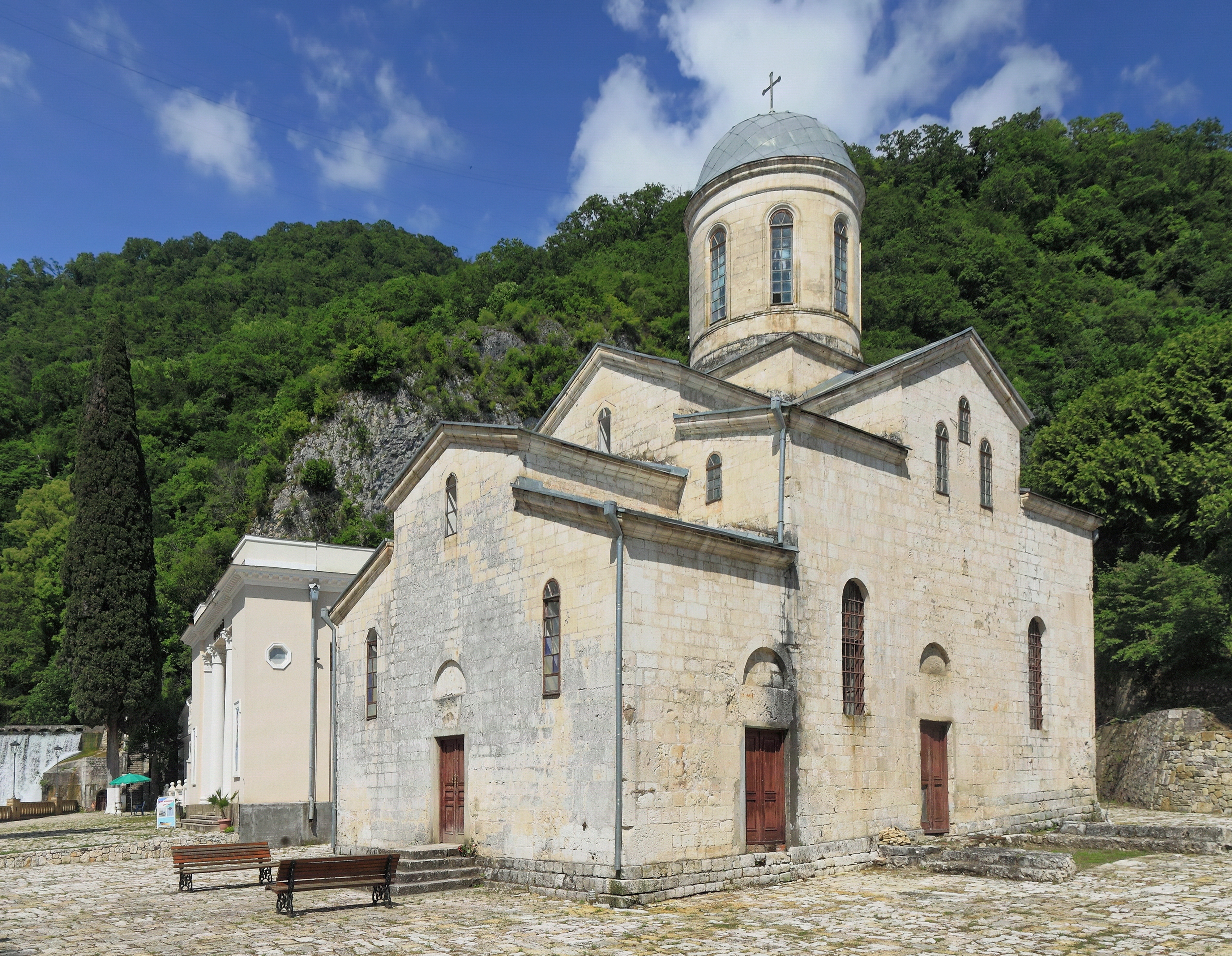
Церковь Симона Кананита

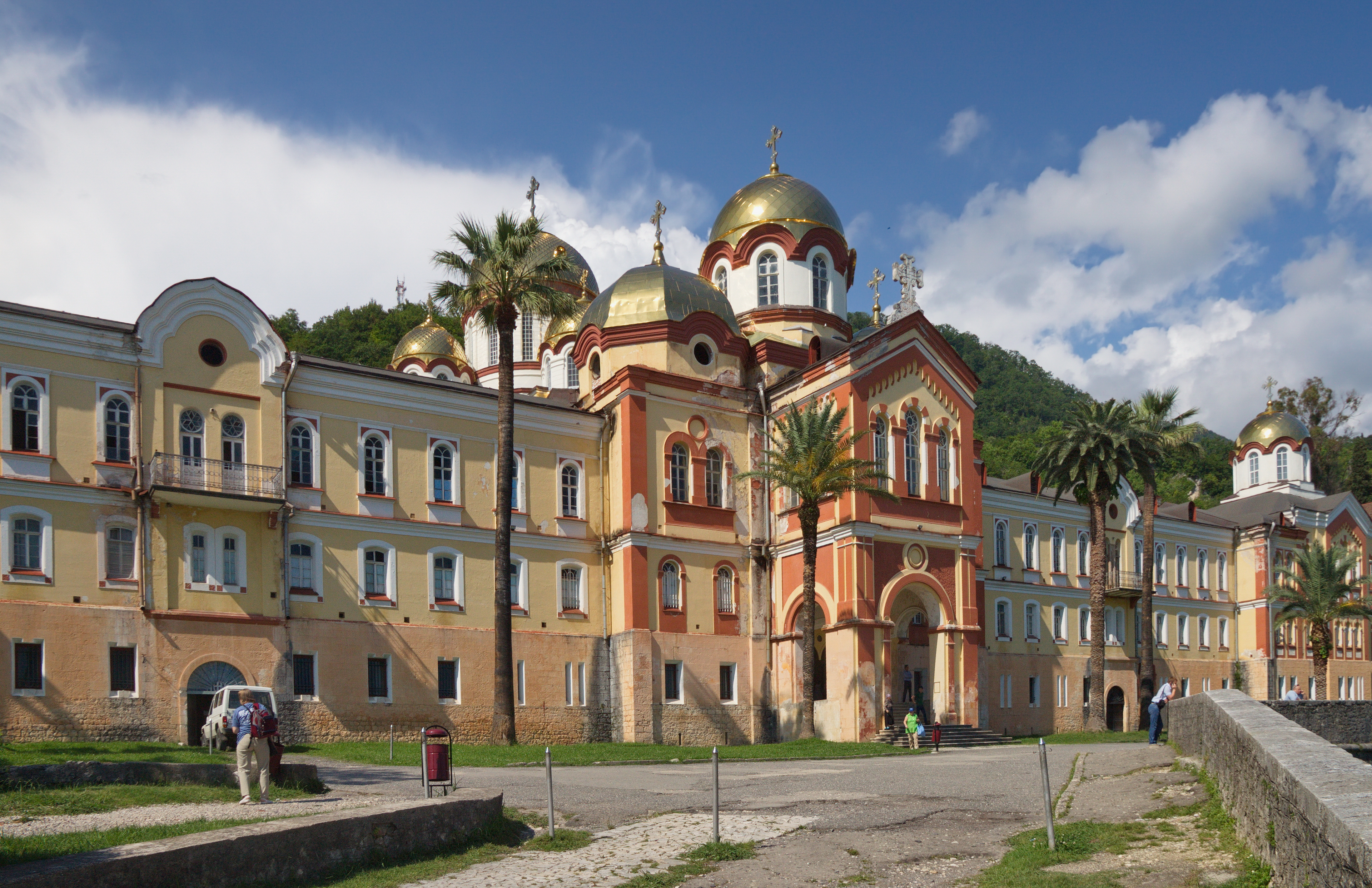
Новоафонский монастырь

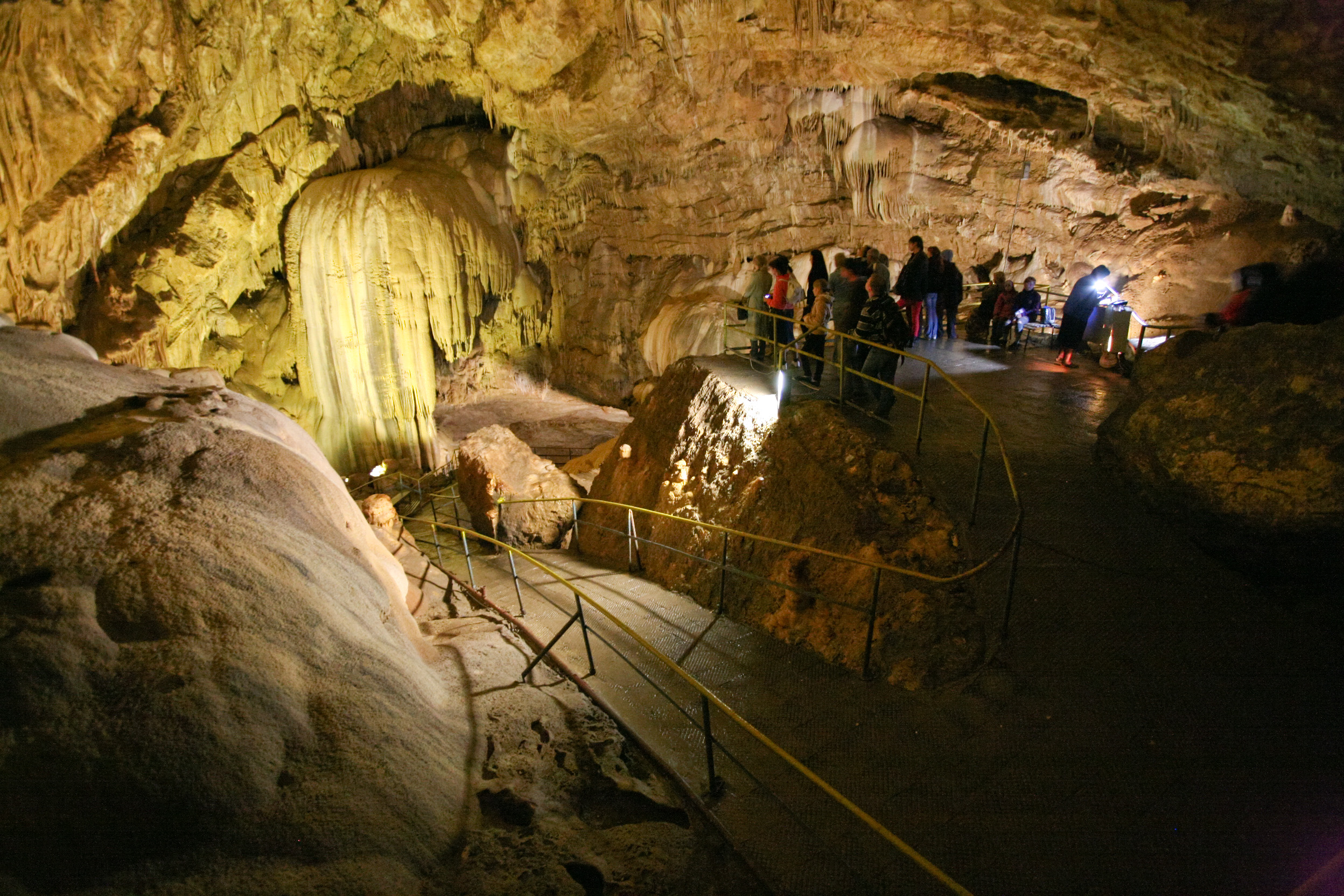
Новоафонская пещера

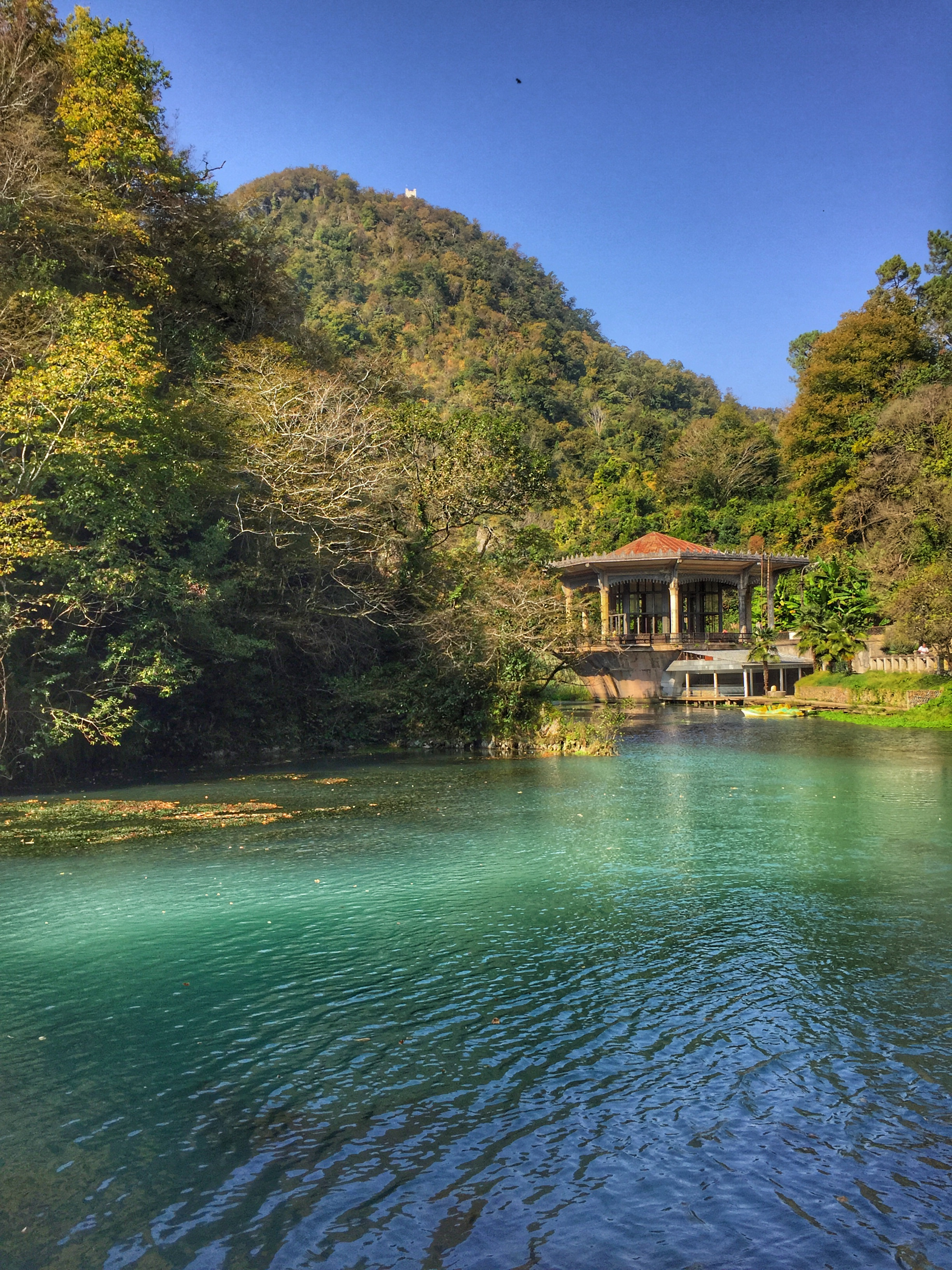
Павильон железнодорожной платформы Псырцха

## История
Город имеет древнюю историю. Первые упоминания о нём относятся к III веку — уже тогда Анакопия (Трахея) была крупнейшим торговым пунктом. Раскопки показывают высокий уровень материальной культуры жителей Анакопии. В V веке абхазы построили на Апсарской (Иверской) горе крепость (Анакопия). Город как один из важнейших христианских центров Абхазии был назван позже в честь греческой горы Афон. 
В конце VII века построена внешняя линия стен крепости.
В конце VIII века абхазский владетель Леон II, воспользовавшись внутренними смутами в Византии, объявил себя независимым абхазским царём. При нём Анакопия стала столицей Абхазского царства и оставалась ею до перенесения царской резиденции в город Кутаиси.
В 1027 году после смерти грузинского царя Георгия I в Анакопии поселилась его вторая жена осетинская царевна Алда со своим сыном Дмитрием, сводным братом царя Баграта IV. В 1032 году оппозиционная царю феодальная группировка попыталась свергнуть Баграта, а на его место воцарить Дмитрия. После провала заговора Дмитрий бежал в Константинополь, а Анакопию сдал византийцам. В 1045 году Анакопию покинула Алда, бежавшая в Осетию после неудачной попытки сына овладеть Грузией с помощью Византии. Весной 1046 года Баграт IV осадил Анакопию, но вынужден был отступить. Крепость была взята лишь его сыном и преемником Георгием II в 1073 году, когда, по словам летописца, «были освобождены захваченные греческими насильниками крепости. Была отобрана у греков Анакопия, главная среди крепостей Абхазии».
В XIII—XVI веках на территории Нового Афона существовала генуэзская колония Никопсия. До нашего времени сохранилась генуэзская башня, входившая в комплекс береговых укреплений.
В XVII—XVIII веках в Анакопии стоял турецкий гарнизон, но турецких построек этого времени здесь нет.
В 1874 году в долину реки Псырцхи прибыли русские монахи из Пантелеймоновского монастыря Старого Афона в Греции, которые в 1875 году у подножия Афонской горы основали монастырь, названный Ново-Афонским Симоно-Канонитским.
Во время русско-турецкой войны 1877—78 года строительство монастыря было приостановлено, постройки разрушены турками, возобновлено возведение в 1879 году.
В 1880 году монахи построили винодельческий завод.
Строительство монастыря было, в основном, закончено к 1896 году. Объём работ был колоссальным, для расчистки площадки необходимо было срезать часть горы и вывезти десятки тысяч тонн земли и горной породы. Задача усложнялась тем, что место будущего монастыря находилось на значительном возвышении и не имело удобных подъездных путей. Большая часть стройматериалов доставлялась по морю как из России, так и из-за рубежа (например, черепица для кровли делалась во Франции, в Марселе). В строительстве участвовал император Александр III: музыкальные куранты самой высокой башни (колокольня в центре западного корпуса) Ново-Афонского монастыря являются его подарком.
Под колокольной башней расположена бывшая монастырская трапезная, стены которой, как и в маленьких церквах, расписаны фресками известных мастеров братьев Оловянниковых. Всего к 1900 году на устроение своей кавказской отрасли русская афонская обитель Св. Пантелеимона потратила около 1,5 миллиона рублей.
В 1888 году монастырь посетил Александр III. В честь этого события, на месте встречи царя с настоятелем монастыря, монахи построили часовню и разбили Царскую аллею.
В 1890-х годах Новый Афон превратился в крупнейший религиозный центр на черноморском побережье Кавказа.
В 1880—1910 годах монахами были построены узкоколейная железная дорога на Афонской горе, канатные дороги на вершины Иверской и Афонской горы, плотина на реке Псырцхе с одной из первых в России гидроэлектростанцией. Заболоченная и заросшая колючим кустарником долина реки была расчищена и превращена в парк с каналами, системой прудов, в которых разводили зеркальных карпов. На склонах гор монахи разбили фруктовые сады, в которых выращивали яблоки, мандарины, оливки и даже бананы.
В 1924 году правительство Советской Абхазии закрыло Ново-Афонский монастырь за контрреволюционную агитацию. Позднее его здания использовались как склады, пансионат, кинотеатр. Вновь монастырь открыл свои ворота лишь в 1994 г. В 2004—2010 г. на средства Русской Православной Церкви в монастыре проводились масштабные ремонтно-реставрационные работы.
В 1947 году в Новом Афоне построена так называемая государственная дача, на которой неоднократно отдыхал И. В.Сталин, а также другие руководители СССР. В настоящее время там действует музей, проводятся экскурсии.
В 1975 году в Новоафонской пещере открыта Новоафонская пещерная железная дорога. Она предназначена для доставки туристов в пещеру внутри Апсарской (Иверской) горы во время курортного сезона (с мая по ноябрь). Имеет длину 1,3 км и 3 станции: «Входные ворота», «Зал Апсны» (до 1992 — «Зал Абхазия») и «Зал Анакопия» (до 1992 — «Зал Тбилиси»).
Во время грузино-абхазской войны 1992—93 года Новый Афон сильно пострадал от обстрелов грузинской артиллерии. В городе был сформирован Афонский батальон абхазской армии. На территории монастыря действовал военный госпиталь.
30 сентября 2002 года состоялось открытие мемориального памятника-музея, посвящённого погибшим во время грузино-абхазской войны 1992—93 года.
В 2008 году в ходе реставрационных работ восстановлена дозорная башня Анакопийской крепости.

## Достопримечательности
- Новоафонский монастырь и монастырский комплекс.
- Грот и храм апостола Симона Кананита в ущелье реки Псырцхи.
- На вершине Иверской горы развалины древнего храма и Анакопийской крепости (цитадели).
- Новоафонская пещера.
- Приморский парк с системой прудов, питаемых водами реки Псырцхи (знаменитое озеро с лебедями).
- Водопад и электростанция, построенная в 1902 году.
- Генуэзская башня, фрагмент укреплений Анакопии XI—XIII веков.
- Покровская церковь.
- Новоафонский музей боевой славы.
- Музей Абхазского царства.
- Музей этнографии (быт и культура абхазов).
- Старинный паровоз. Использовался в конце XIX века монахами Новоафонского монастыря для перевозки леса. Находится в 5 км от Нового Афона, на вершине горы.

## География

### Климат
Климат влажный субтропический, среднегодовая температура: +16,3 °C, летом +30…+32 °C, зимой +9…+11 °C. Вода прогревается до +26…+28 °C.

## Население
| Численность населения | Численность населения | Численность населения | Численность населения | Численность населения | Численность населения | Численность населения |
| 1970                  | 1979                  | 1989                  | 2003                  | 2011                  | 2015                  | 2016                  |
| --------------------- | --------------------- | --------------------- | --------------------- | --------------------- | --------------------- | --------------------- |
| 3989                  | ↘3012                 | ↗3235                 | ↘1308                 | ↗1518                 | ↗1539                 | ↘1537                 |
| 2017                  | 2018                  | 2019                  | 2020                  |                       |                       |                       |
| ↗1540                 | ↘1538                 | →1538                 | ↗1539                 |                       |                       |                       |

По переписи 1989 года население города составляло 3235 человек (1989), из которых 44,0 % составили русские, 23,1 % — абхазы, 7,6 % — грузины.
По данным переписи 2003 года численность населения города составила 1308 жителей, по данным переписи 2011 года — 1518 жителей, из них 904 человек — абхазы (59,6 %), 365 человек — русские (24,0 %), 123 человека — армяне (8,1 %), 24 человека — украинцы (1,6 %), 22 человека — греки (1,4 %), 18 человек — грузины (1,2 %), 62 человека — другие (4,1 %).

## Города-побратимы
- Сергиев Посад (Россия, с 2007 года);
- Саров (Россия, с 2007 года);
- Рязань (Россия, с 2008 года);
- Арзамас (Россия, с 2013 года);

## Галерея

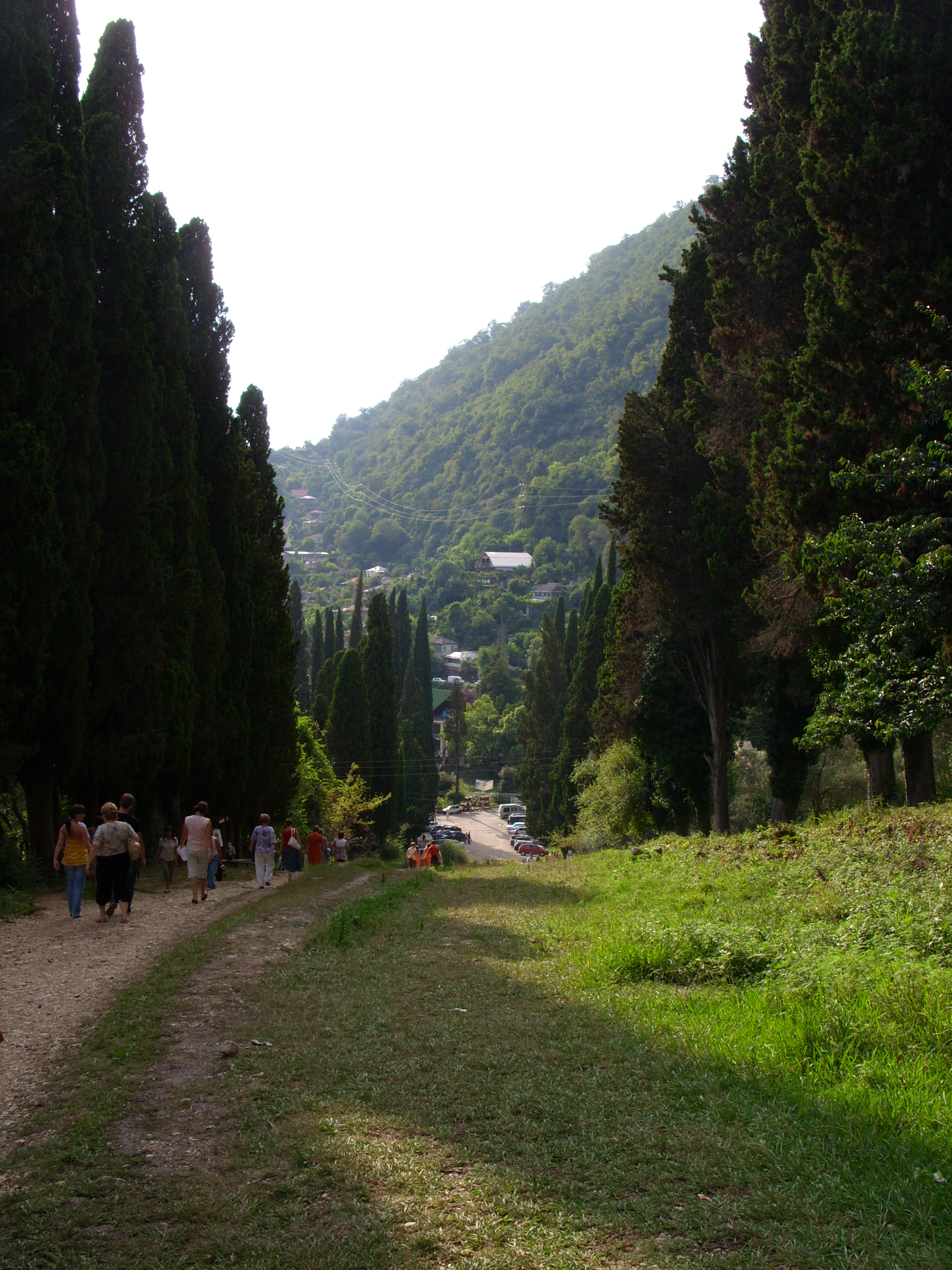
Царская аллея
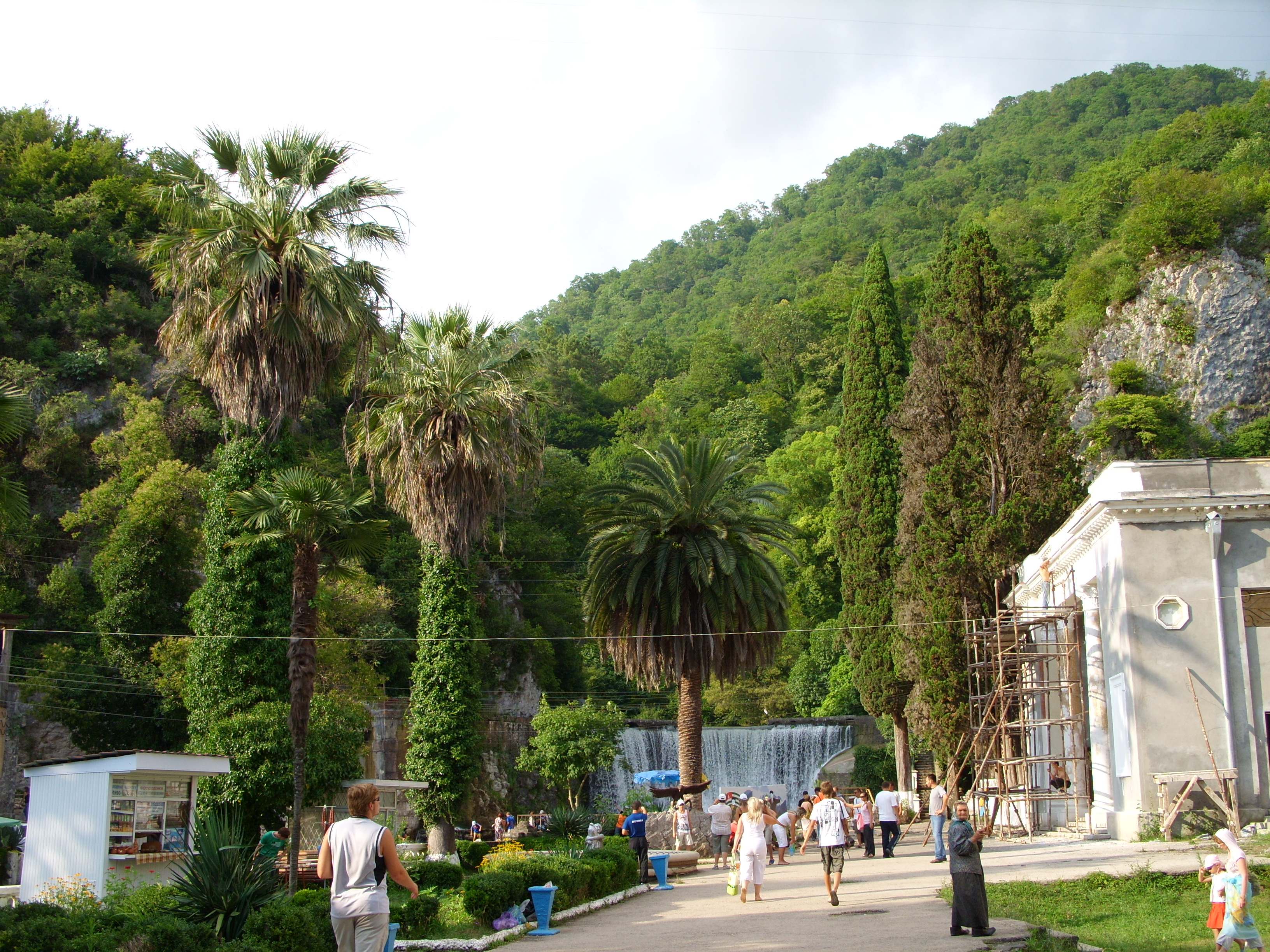
Возле сувенирного рынка
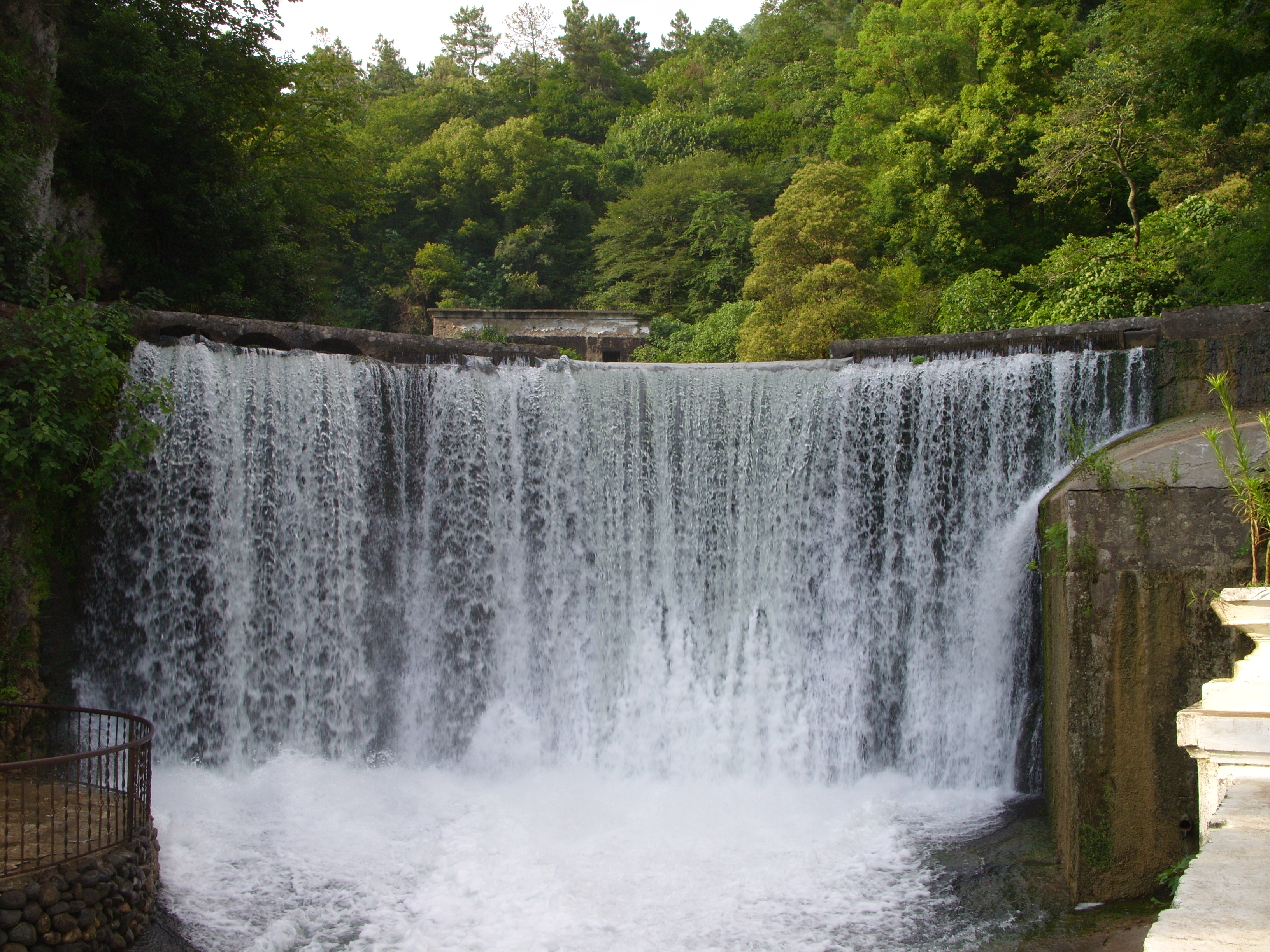
Водосброс ГЭС
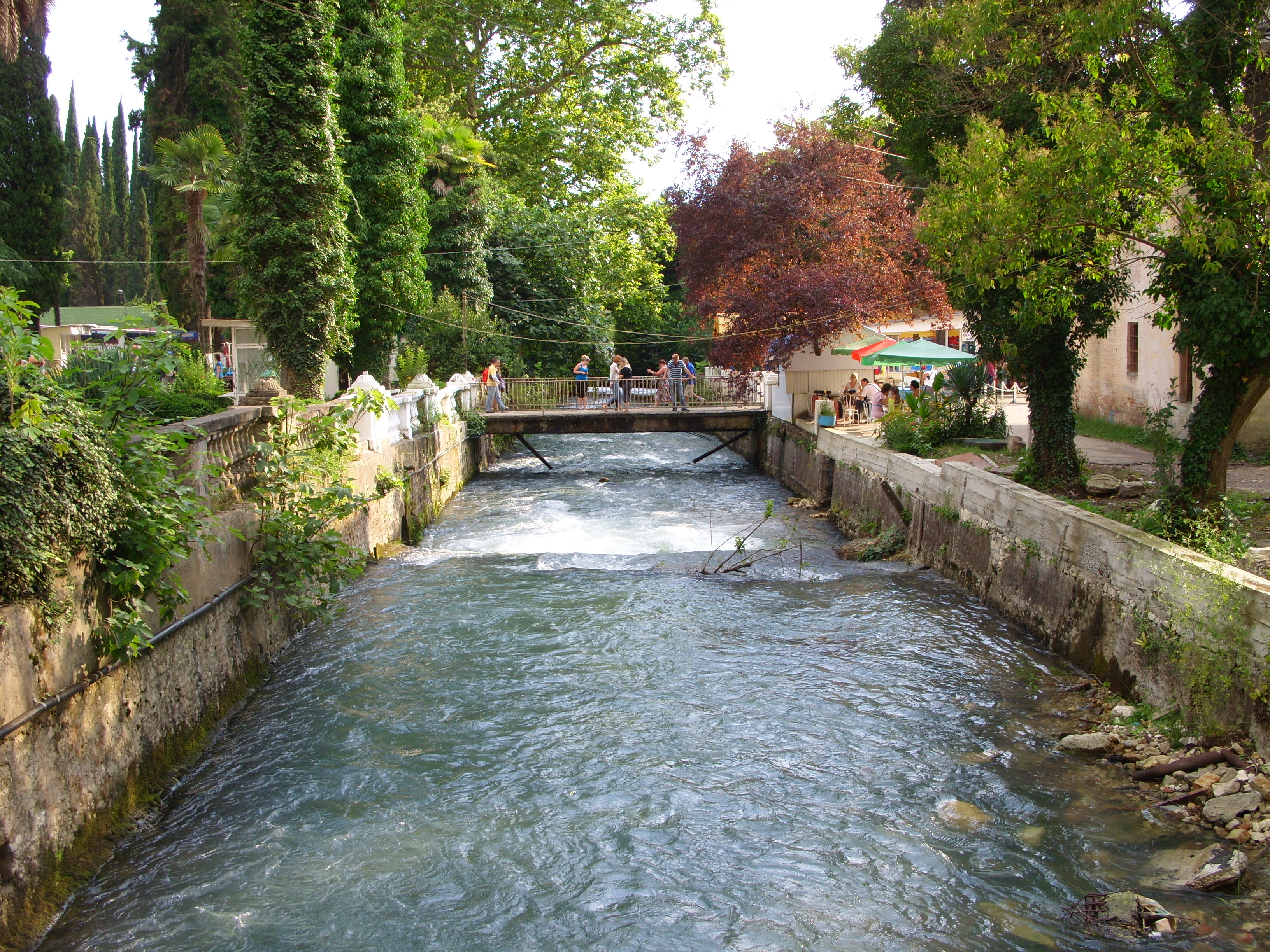
Река Псырцха
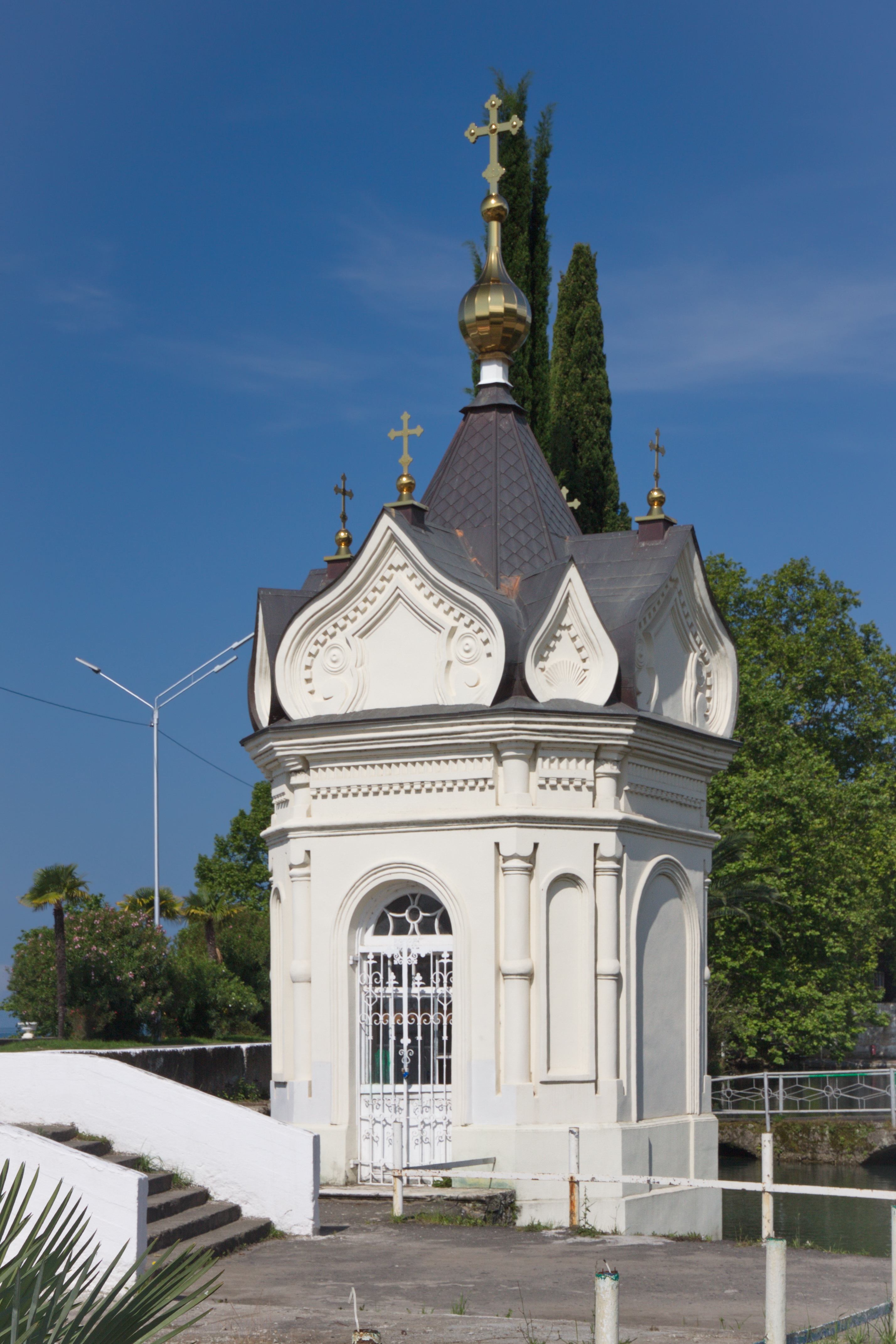
Часовня
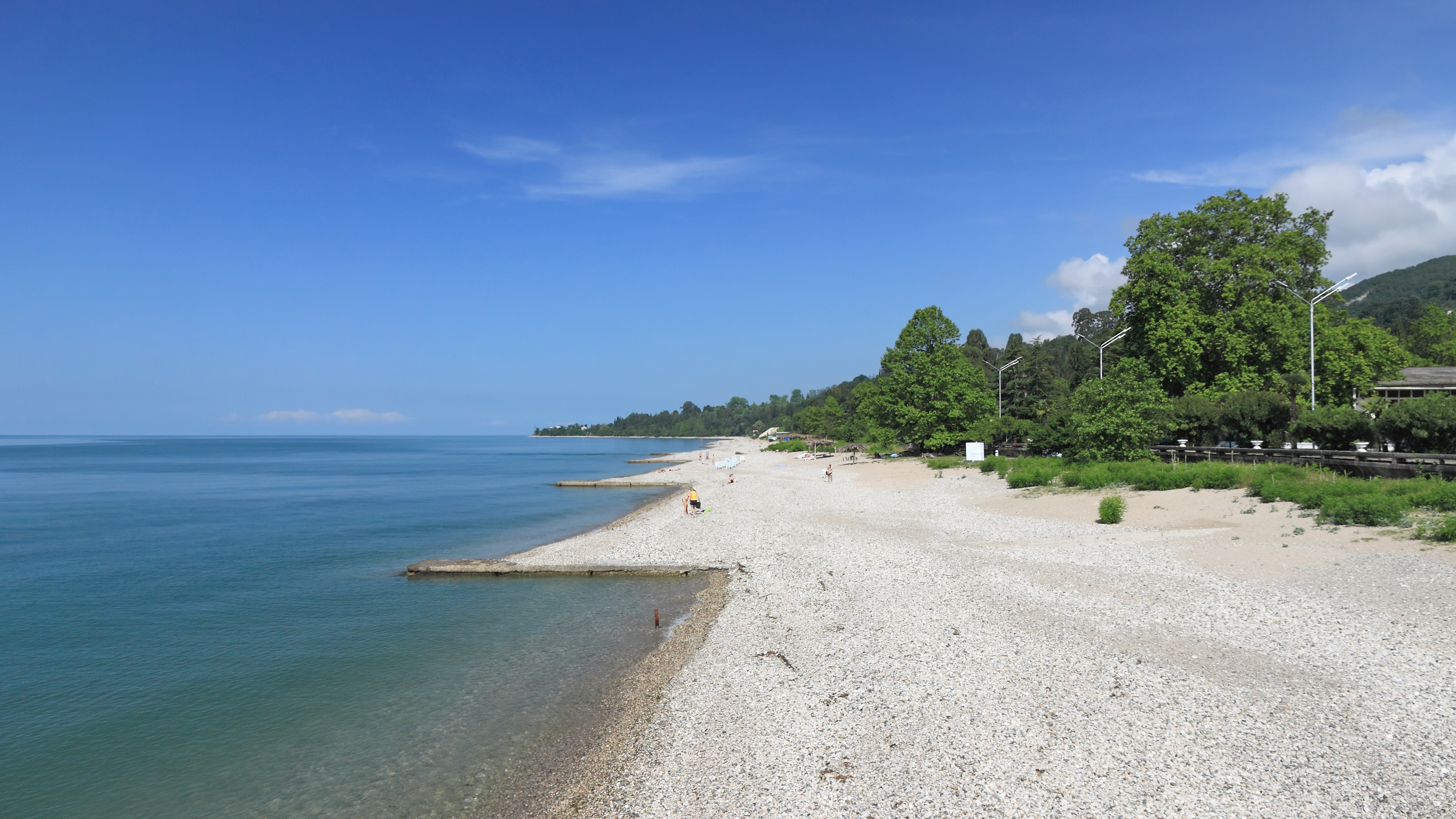
Пляж
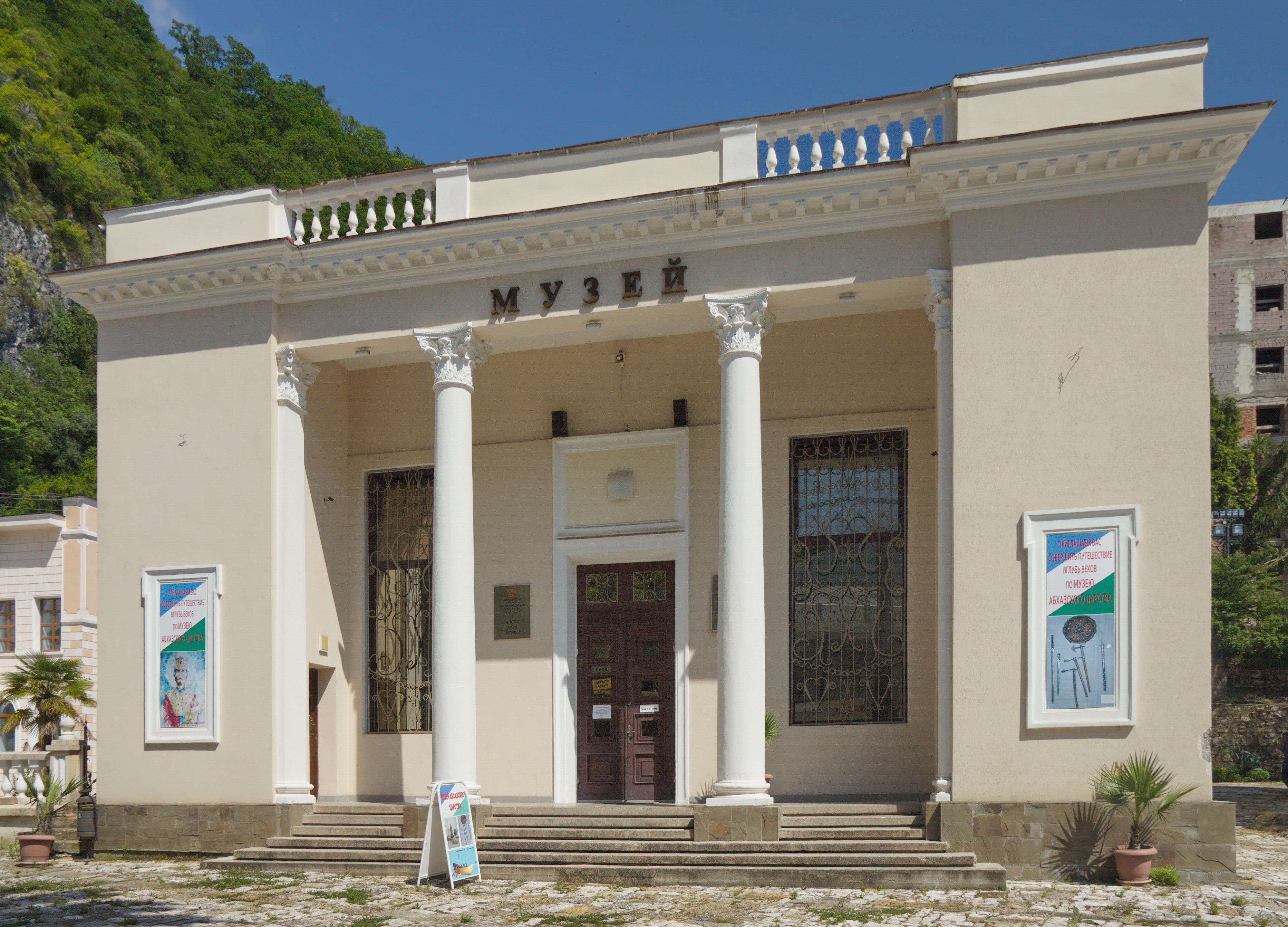
Музей Абхазского царства
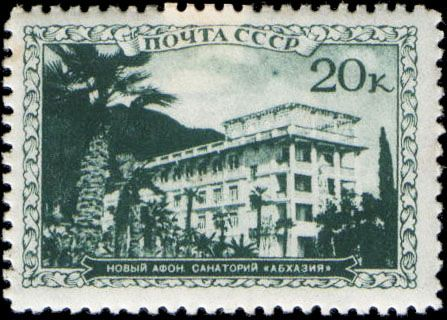
Почтовая марка СССР 1939 год. Санаторий «Абхазия»
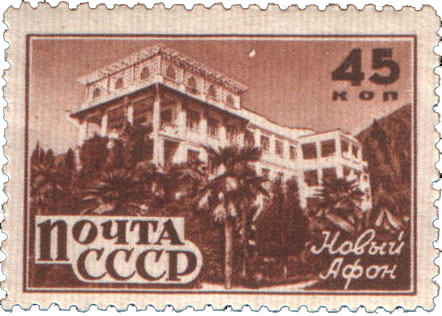
Почтовая марка СССР, 1946 год. Серия «Курорты Кавказа»: Новый Афон
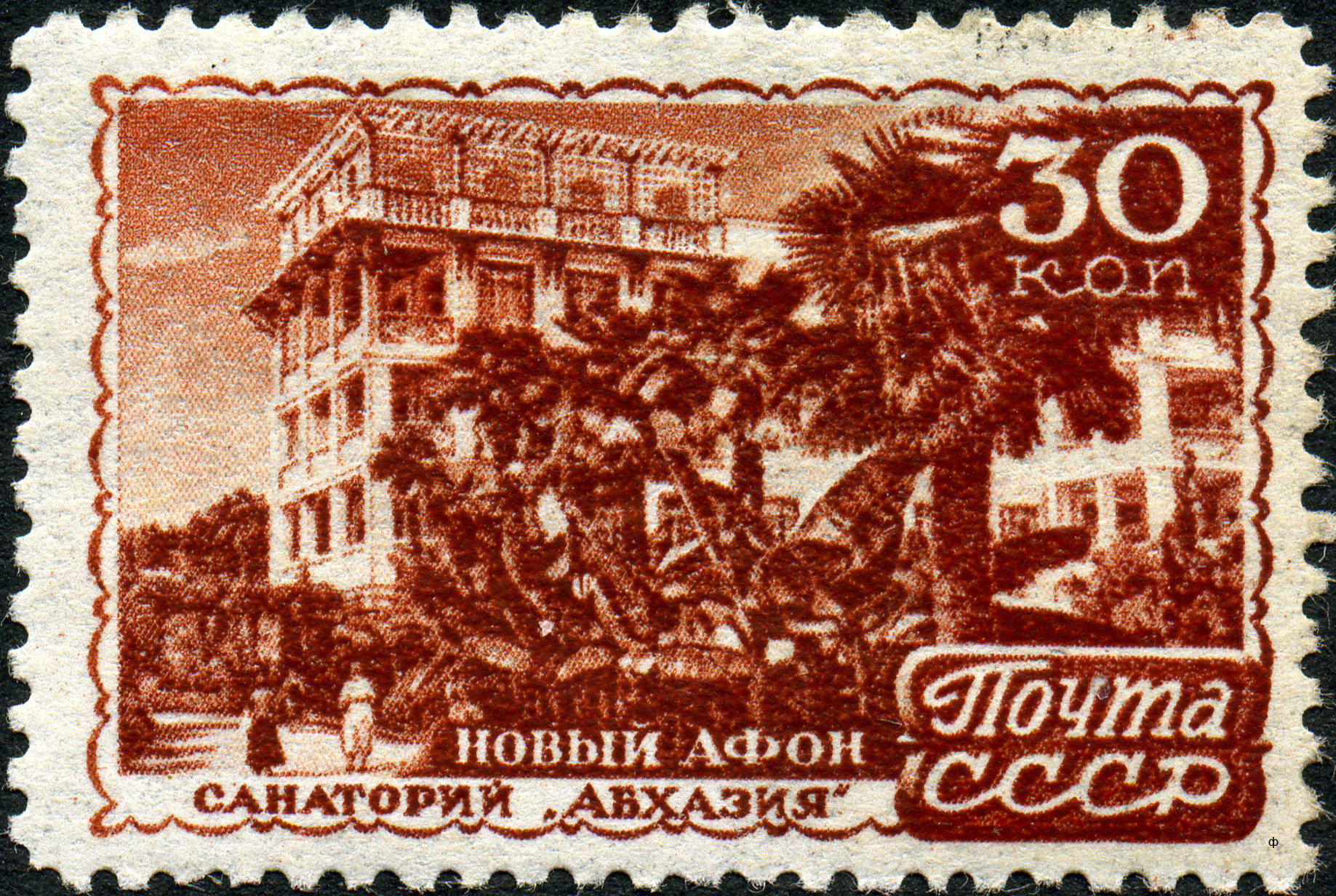
Почтовая марка СССР, 1947 год. Серия «Курорты СССР»